# Platynematichthys notatus
Platynematichthys notatus — єдиний вид роду Platynematichthys з триби Brachyplatystomatini родини Пласкоголові соми ряду сомоподібні. Наукова назва роду походить від грецьких слів platys, тобто «плаский», nema — «волокнина» та ichthys — «риба».

## Опис
Загальна довжина сягає 80 см, з яких орінокські особини більші за амазонські. Голова короткувата, масивна, трохи сплощена зверху й стиснута з боків. Очі невеличкі, розташовані у передній частині голови. Є 3 пари короткуватих та широких вусів, з яких найдовшими є верхньощелепні. Тулуб кремезний, стиснутий з боків. Плавальний міхур розділено на передню частину і трикутну задню частину. Спинний плавець з короткою основою, серпоподібний. Під грудними плавцями присутній своєрідний гребінь. Черевні плавці невеличкі. Жировий плавець маленький. Анальний плавець витягнутий, серпоподібний. Хвостовий плавець розділено, є 2 великі лопаті.
Забарвлення голови, спини і боків сіруваті, вкриті численними великими чорнуватими плямами. На нижній лопаті хвостового плавця присутня велика чорна пляма.

## Спосіб життя
Біологія вивчена недостатньо. Є демерсальною рибою. Воліє до прісних вод. Зустрічається біля піщано-кам'янистих ґрунтів. Вдень ховається серед каміння та корчів. Активний вночі. Живиться водними безхребетними та дрібною рибою.

## Розповсюдження
Мешкає в басейні річок Амазонка і Оріноко.